# Dhiddhoofinolhu
Dhiddhoofinolhu (ou Dhidhoofinolhu ) est une petite île inhabitée des Maldives. Elle constitue une des îles-hôtel des Maldives en accueillant le Ari Beach Resort depuis 1987. C'est le plus ancien Resort de l'atoll, et il comprend une piste d'atterrissage pour hélicoptères. Le récif extérieur est un lieu d'observation régulier de requins-baleines,.

## Géographie
Dhiddhoofinolhu est située dans le centre des Maldives, au Sud-Est de l'atoll Ari, dans la subdivision de Alif Dhaal.